# 人民広場事件
人民広場事件（じんみんひろばじけん）とは、1950年（昭和25年）5月30日に日本共産党を支持するデモ隊と占領軍が東京の皇居前広場で衝突した事件。占領軍と大衆行動との最初の衝突事件とされる。「五・三〇事件」とも呼ばれるが、1925年（大正14年）の中国でも同名の事件が起きているため、混同されやすい。なお、「人民広場」とは、戦後天皇制等に反対する日本共産党等の勢力が「皇居前広場」に対して付けた名称である。

## 概要
1945年（昭和20年）の日本占領開始以後、日本の非軍事化と民主化を進めていたアメリカ合衆国は、冷戦の激化に伴って日本に対する占領政策の見直しを行い始めていた。
1950年（昭和25年）5月3日に連合国軍最高司令官総司令部（GHQ/SCAP）のダグラス・マッカーサー総司令官は共産主義陣営による日本侵略の恐れを警告し、更に日本共産党がそれに協力していると非難、場合によっては同党の非合法化も検討しているとする趣旨の声明を出した。これは第2回参議院議員通常選挙（6月4日）を1ヶ月後に控えた時点での発言であり、共産党は強く反発した。
5月30日に民主民族戦線東京準備会は共産党の指導のもとで皇居前広場（人民広場）で5万人規模（主催者発表）の人民決起大会を開催した。だが、その時に私服警官が集会に紛れ込んでいたのを追及したのを機に警備をしていた占領軍との小競り合いに発展。
アメリカ軍兵士5人に暴行を加えたとして、8人の学生、労働者が逮捕された。
6月1日に共産党はこれは反対派の学生による投石による挑発を受けたものであるとし、集会参加者の逮捕は4日の参議院選挙に対する妨害行為であるとのGHQ批判を行う。翌日、警視庁は都内での集会・デモの禁止措置を発令、
更に3日には占領軍の軍事裁判にて逮捕者に重労働10年などの有罪判決が出たため、マッカーサーに対する公開質問状を提出した。なお、4日に行われた第2回参議院議員通常選挙では共産党は改選議席である2議席を引き続き確保している。
6月6日、GHQと政府は日本共産党中央委員会委員24名の公職追放と機関紙『アカハタ』の発行禁止命令を出し、レッドパージが本格化することになる。